# Snežana Mihajlova
Snežana Mihajlova (nacida el 29 de enero de 1954 en Municipio de Tryavna) es una exjugadora de baloncesto búlgara. Consiguió tres medallas en competiciones oficiales con Bulgaria.